# يوليوس رامزي
يوليوس رامزي (بالإنجليزية: Julius Ramsay)‏ هو مخرج أمريكي، ولد في عقد 1970 في آشبورو في الولايات المتحدة.

## وصلات خارجية
- يوليوس رامزي على موقع IMDb (الإنجليزية)
- يوليوس رامزي على موقع قاعدة بيانات الفيلم (الإنجليزية)